# Station Bredebro
Station Bredebro is een station in Bredebro in de gemeente Tønder in het uiterste zuiden van Denemarken. In 2002 werd het oorspronkelijke stationsgebouw gesloopt.
Het station wordt bediend door de trein van Esbjerg naar Tønder. Op werkdagen rijdt ieder uur een trein in beide richtingen.